# Anticleina
Anticleina es un género de foraminífero bentónico de la subfamilia Cassidulininae, de la familia Cassidulinidae, de la superfamilia Cassidulinoidea, del suborden Buliminina y del orden Buliminida. Su especie tipo es Anticleina antarctica. Su rango cronoestratigráfico abarca el Holoceno.

## Discusión
Clasificaciones previas incluían Anticleina en el suborden Rotaliina del orden Rotaliida.

## Clasificación
Anticleina incluye a la siguiente especie:
- Anticleina antarctica